# Köpenicker Heiden

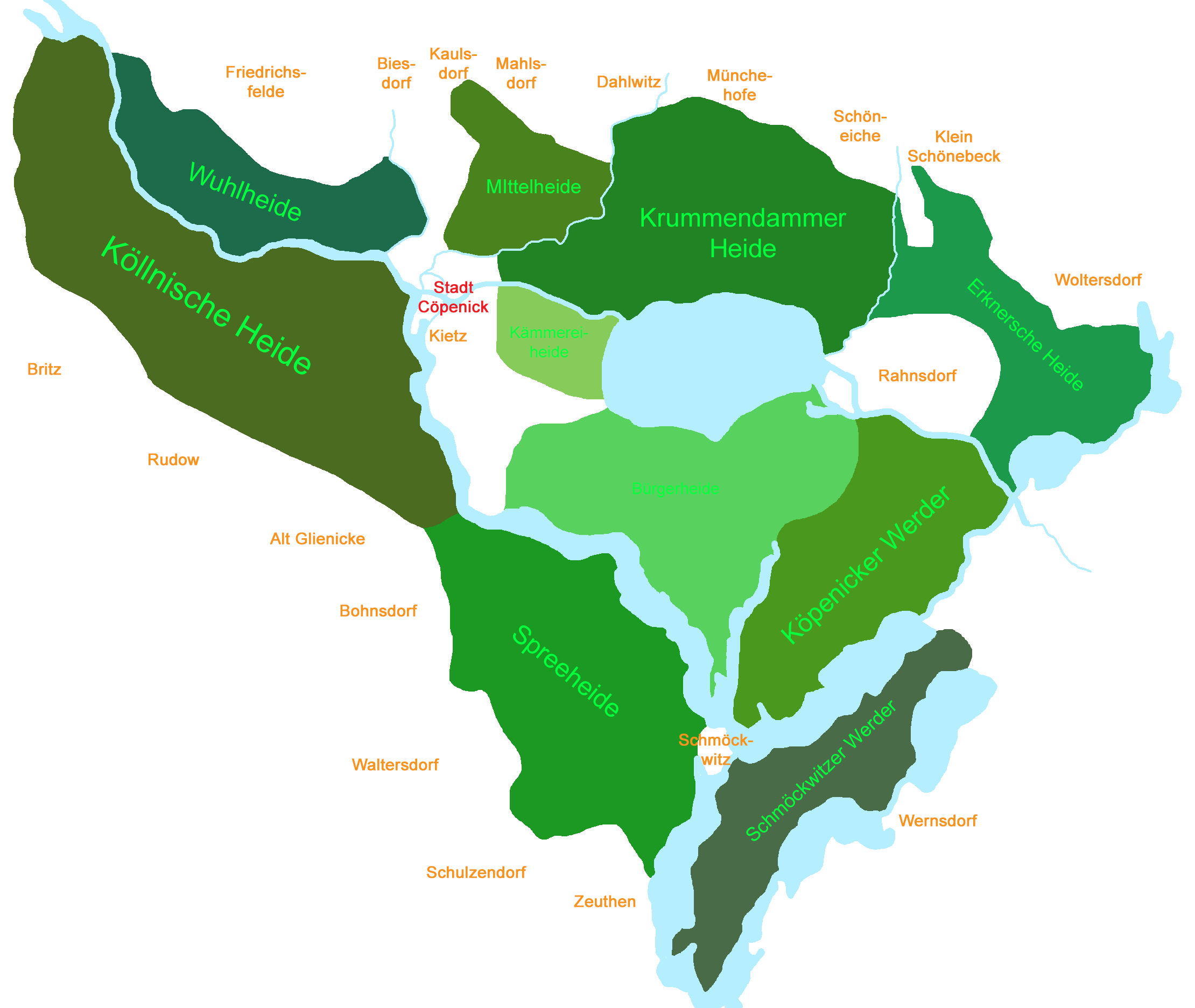

Die Köpenicker Heiden sind die großen Waldgebiete rund um das heute zu Berlin gehörende Köpenick, die seit dem Mittelalter zum Burgamt Köpenick gehörten. Trotz ihrer teilweisen Bebauung bedecken sie eine größere Fläche als der Grunewald und bilden ein wichtiges Nacherholungs- und Trinkwasserschutzgebiet für Berlin.

## Geographie
Die Köpenicker Heiden bilden ein großes Dreieck mit den Eckpunkten Stralau, Woltersdorf und Zeuten. Sie liegen zum größten Teil im Berliner Urstromtal. Im Norden werden sie von dem südlichen Rand der Hochfläche des Barnim, im Osten von der Rüdersdorfer und Friedersdorfer Heide, im Süden von der Hochebene des Teltow begrenzt. Die Heiden werden durch die Flüsse Spree und Dahme (auch wendische Spree genannt), sowie durch Seen wie etwa dem Müggelsee und auch durch kleinere Fließe wie etwa der Senitz und der Wuhle in kleinere Einheiten unterteilt. Diese Gewässer dienen auch als Namensgeber für die benachbarten Heiden, wie etwa bei der Wuhlheide.

## Geschichte
Die Heiden werden bereits in mittelalterlichen Urkunden über die Burg Köpenick erwähnt. Sie umgaben die Burg und Stadt Köpenick. Aus den Heiden wurde Holz und Honig gewonnen, in den zahlreichen Seen und Fließen zwischen den HeidenAus der Reformationszeit ist eine genaue Auflistung der Jagdrechte für den neuen Besitzer des Burgamtes Köpenick in den Heiden verzeichnet.
Im Zuge der Friederizianischen Binnenkolonisation wurden auch auf dem Gebiet der Köpenicker Heiden zahlreiche neue Siedlungen wie etwa Grünau, Müggelheim oder Friedrichshagen gegründet.
Mit dem Bau der Niederschlesischen Eisenbahn und der Görlitzer Bahn wurden die Köpenicker Heiden für den Ausflugsverkehr und später für die Besiedlung erschlossen.

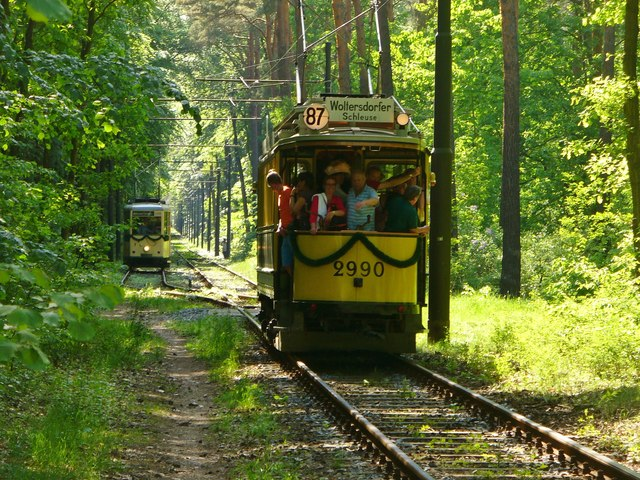
Woltersdorfer Straßenbahn in der Erknerschen Heide

## Nutzung

### Naherholung

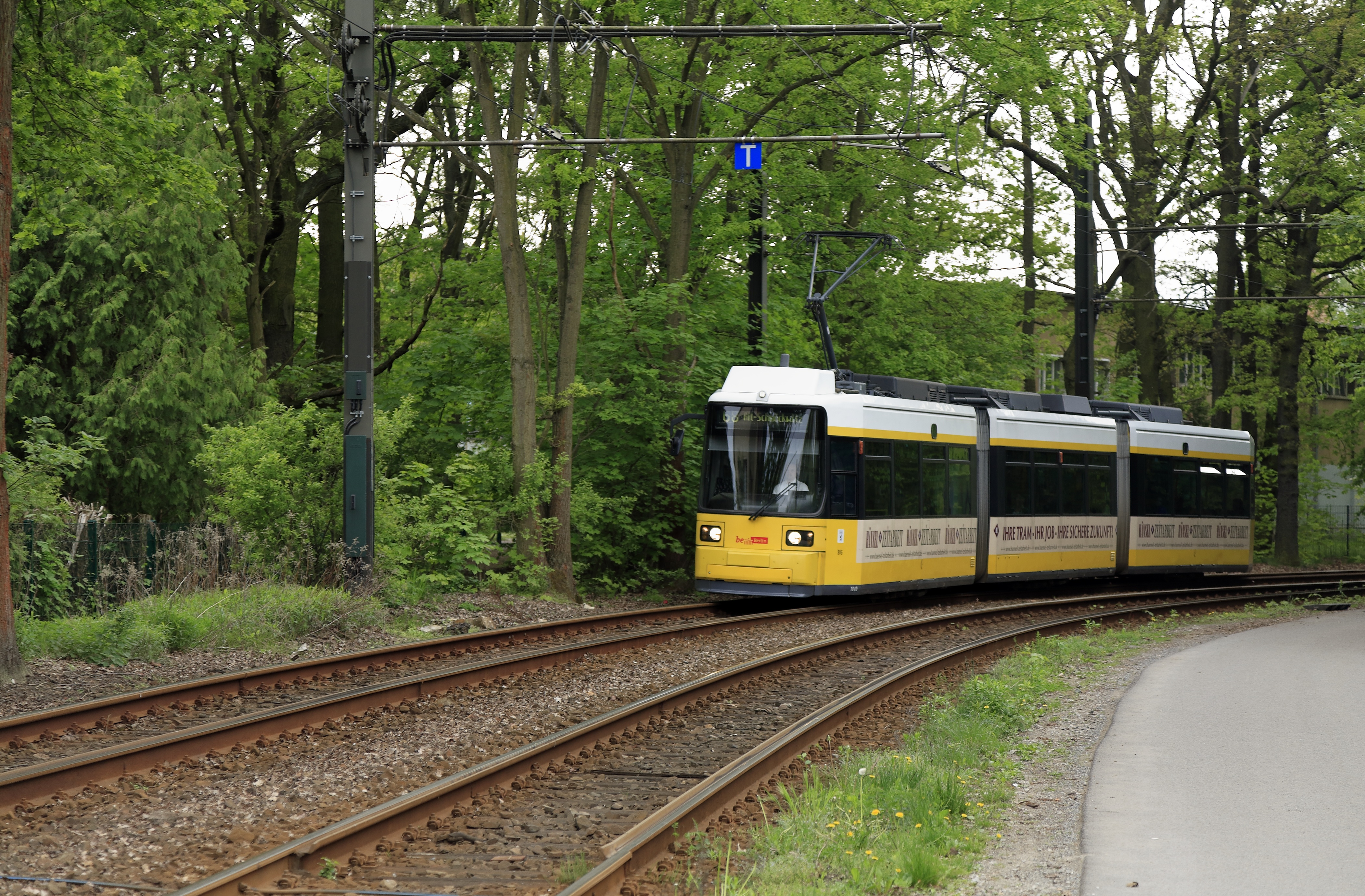
Schmöckwitzer Uferbahn in der Spreeheide

Der Müggelsee ist eine große Anlaufstelle für den Wassersport und den Badetourismus der Hauptstadt. Grünau bildet mit seiner Regattastrecke ebenfalls ein Zentrum des Wassersports.

### Trinkwasser
Mit dem Wasserwerk Friedrichshagen liegt eines der größten Wasserwerke von Berlin in den Köpenicker Heiden. Das Wasserwerk versorgt rund ein Drittel von Berlin mit Trinkwasser, dass rund um den Müggelsee aus dem Grundwasser der Heiden gewonnen wird.

## Übersicht
| Name                 | Größe  | Lage                       | Siedlungen                                 |
| -------------------- | ------ | -------------------------- | ------------------------------------------ |
| Bürgerheide          | 12 km2 | zwischen den Spreen        | Müggelheim                                 |
| Erknersche Heide     | 9 km2  | rechts der Spree           | Hessenwinkel, Siedlung Eigenheim           |
| Fischerheide         | 2 km2  | zwischen den Spreen        | -                                          |
| Kämmereiheide        | 2 km2  | zwischen den Spreen        | Siedlung Kämmereiheide                     |
| Köllnische Heide     | 30 km2 | links der wendischen Spree | Adlershof, Johannisthal, Niederschöneweide |
| Köpenicker Werder    | 14 km2 | zwischen den Spreen        | Forsthaus Fahlenberg                       |
| Krummendammer Heide  | 17 km2 | rechts der Spree           | Friedrichshagen                            |
| Mittelheide          | 15 km2 | rechts der Spree           | Märchenviertel                             |
| Spreeheide           | 8 km2  | links der wendischen Spree | Karolinenhof                               |
| Schmöckwitzer Werder | 9 km2  | zwischen den Spreen        | Schmöckwitzwerder                          |
| Wuhlheide            | 12 km2 | rechts der Spree           | Oberschöneweide                            |